# Hoffrøken
Hoffrøken, før Hofjomfru, var en funktion ved Det Kongelige Danske Hof. 